# تود أوكرلند
تود أوكرلند (بالإنجليزية: Todd Okerlund)‏ هو لاعب هوكي الجليد أمريكي، ولد في 6 سبتمبر 1964 في بورنسفيل في الولايات المتحدة.

## وصلات خارجية
- تود أوكرلند على موقع دوري الهوكي الوطني (الإنجليزية)
- تود أوكرلند على موقع EliteProspects.com (الإنجليزية)
- تود أوكرلند على موقع HockeyDB.com (الإنجليزية)
- تود أوكرلند على موقع Hockey-Reference.com (الإنجليزية)
- تود أوكرلند على موقع أوليمبيديا (الإنجليزية)